# Landseer
Landseer (tipul european continental) este o rasă de câini.